# 張覺
張覺（？—1123年），平州（今河北秦皇岛市卢龙县）義豐（今河北滦州市）人。是遼代的進士，仕至興軍節度副使。

## 平州之变
1122年（辽保大二年、北宋宣和四年、金朝天辅六年）金、宋以“海上之盟”联合攻打辽国。宋按约攻打燕京（今北京西南）及西京（今山西大同）地失败。金大胜，占领辽国大部。
次年（1123年）正月，遼國守将張覺以平州投降金將完顏宗翰，被封为臨海軍節度使、平州知州。宋求燕京及西京地，在经过谈判和大量付款之后，金太祖归还了從遼取得包括“燕雲十六州”局部地區在內的燕京、涿州、易州、檀州、順州、景州、薊州。而平州虽然在长城之内，但並非十六州之一，因此金朝没有归还。金太祖改平州為南京，且任命張覺为南京留守。
五月，張覺认为降宋为上策。六月，和北宋燕山府宣撫使王安中联络，叛入北宋。七月，完顏闍母率二千騎讨張覺，先胜两仗，但在兔耳山与张觉对战时，因兵少，未战即撤军。張覺则对宋称以精兵萬騎大敗金军。十一月，完顏宗望奉金太宗命，接管完顏闍母的軍隊討張覺。当时北宋改平州為泰寧軍，以張覺為節度使。張覺遠迎封赏时，被完顏宗望的间谍探知，舉兵襲击，结果張覺回城时在城東被截击，大败不得歸城，只能逃奔北宋燕山府。完顏宗望遂克平州，向王安中索要張覺，王安中开始不肯，杀了一个长相相似的人搪塞。完顏宗望看出来不是張覺，发兵去攻。王安中不得已，只好带着張覺出来谴责其罪。张觉骂宋人不绝口，王安中于是杀了张觉将其首级装在盒子里送给金人。
金太宗天會三年（1125年）八月，完顏宗望以張覺事变为由奏请攻宋。十月，金国出兵伐宋。最终导致“靖康之难”。

## 背景分析
当时北宋对待原遼國汉人的政策非常不妥。張覺被杀时，在燕京的原遼國降將及常勝軍皆哭，郭藥師作为其中一员，就说过：「若來索藥師當奈何？！」从此以后，这些降將、降卒和北宋就不再是同心协力了。郭藥師后来镇守燕京，和完顏宗望一战而败后即投降，并成为灭宋先导，最后因居功至伟被金國赐姓，成为“完顏藥師”。《金史》中把張覺列入叛臣传。《宋史》中把張覺和郭藥師都列入奸臣传。
金太祖阿骨打痛恨辽，但对宋相当和善。当初履行海上之盟时，金国大臣左企弓（張覺叛金时被张杀掉）曾劝阿骨打不要归还“燕云十六州”，但阿骨打还是如约归还了已攻佔的七州。而阿骨打甫于1123年八月病故，宋人若是以为其他金国王公贵族也同阿骨打一样和善，则是一个错误判断。

## 史料中关于平州之变異同处
在《遼史》中，張覺被写为「張倉」，这和《金史》《宋史》不一致。并且《遼史》记录張覺五月叛金、十一月被杀和阿骨打八月之死都是保大四年（1124年）之事，这和《金史》《宋史》的1123年（天辅七年/天會元年，宣和五年）不一致。而据《遼史》《金史》《宋史》记录，張覺五月叛金、十一月被杀和阿骨打八月之死确实都是发生在同一年。这里以少数服从多数的原则，按《金史》《宋史》的说法，写作1123年。
据刘浦江《关于金朝开国史的真实性質疑》研究，金朝的文献有可能在对开国年号的使用上有混乱，这可能是造成《遼史》《金史》《宋史》矛盾的一个原因。

## 延伸阅读
[在维基数据编辑]
 《金史/卷133》，出自脱脱《遼史》